# Tanja Bauer (Biathletin)
Tanja Bauer (* 22. Dezember 1975) ist eine ehemalige deutsche Biathletin und heutige Biathlontrainerin.
Tanja Bauer wurde 1990 und 1992 deutsche Meisterin im Biathlon-Sprint, 1991 und 1995 in Einzel und Sprint. Zudem gewann sie 1997 und 1999 die Gesamtwertung des Deutschlandpokals und wurde 1991 sowie 1996 Baden-Württembergische Meisterin in Einzel und Sprint, 2004 im Massenstart. Der größte internationale Erfolg war der Gewinn des Vizeweltmeistertitels bei den Junioren 1994 hinter Martina Zellner. 1994 gewann sie den Biathlon-Europacup. 1996 konnte Bauer in Osrblie zwei Rennen im Biathlon-Weltcup bestreiten. Im Einzel belegte sie den 18., im Sprint den neunten Rang. Zudem war die Athletin 1995 über 5 km, 1999 über 15 km sowie 2000 im Sprint und erneut über 5 km Schwäbische Meisterin im Skilanglauf. Nach ihrer aktiven Karriere machte sie die Trainer B-Lizenz und wurde Trainerin beim WSV Schömberg.

## Biathlon-Weltcup-Platzierungen
Die Tabelle zeigt alle Platzierungen (je nach Austragungsjahr einschließlich Olympische Spiele und Weltmeisterschaften).
- 1.–3. Platz: Anzahl der Podiumsplatzierungen
- Top 10: Anzahl der Platzierungen unter den ersten zehn (einschließlich Podium)
- Punkteränge: Anzahl der Platzierungen innerhalb der Punkteränge (einschließlich Podium und Top 10)
- Starts: Anzahl gelaufener Rennen in der jeweiligen Disziplin

| Platzierung | Einzel | Sprint | Verfolgung | Massenstart | Staffel | Gesamt |
| ----------- | ------ | ------ | ---------- | ----------- | ------- | ------ |
| 1. Platz    |        |        |            |             |         |        |
| 2. Platz    |        |        |            |             |         |        |
| 3. Platz    |        |        |            |             |         |        |
| Top 10      |        | 1      |            |             |         | 1      |
| Punkteränge | 1      | 1      |            |             |         | 2      |
| Starts      | 1      | 1      |            |             |         | 2      |